# عبد الوهاب علوب
عبد الوهاب علوب (14 يوليو 1958 -) هو مترجم دكتور في الآداب (الدراسات الإيرانية) من جامعة ميتشيغان، الولايات المتحدة الأمريكية. يشغل الآن (عام 2021 م) منصب أستاذ مساعد الدراسات الإيرانية بقسم اللغات الشرقية، كلية الآداب، جامعة القاهرة. يتقن التحدث باللغات العربية والإنكليزية والفارسية، فيما يعرف أساسيات اللغة التركية.

## السيرة الذاتية

### الحياة الشخصية
ولد عبد الوهاب علوب في حي الظاهر في العاصمة القاهرة يوم 14 يوليو عام 1958 م. وأكمل دراسة المرحلة الجامعية الأولى في جامعة القاهرة عام 1980 م ضمن قسم الآداب والدراسات الإيرانية، وأكمل الدراسات العليا فيها بتخصص دراسات إيرانية حتى يونيو 1983 م، لينتقل بعدها إلى الولايات المتحدة الأميركية ويكمل درجة الفلسفة في الدراسات الإيرانية من جامعة ميشيغان حيث أنهى دراسته فيها عام 1988

### الحياة العملية
بدأ حياته المهنية مُعيداً للدراسات الإيرانية في جامعة القاهرة بين العامي (1980-1983)م، حتى إنهائه الدراسات العليا، ثم عمل مدرساً مساعداً في الدراسات الإيرانية بين جامعتي القاهرة وميتشيغان حتى العام 1989، من ثم شغل منصب مدرس الدراسات الإيرانية بكلية الآداب، جامعة القاهرة منذ العام 1989 حتى العام 1999م. ويشغل منذ العام 1999 مقام أستاذ مساعد الدراسات الإيرانية بقسم اللغات الشرقية في كلية الآداب في جامعة القاهرة.

## الرسائل الأدبية
- The Persian Social Novel from 1900 To 1941 رسالة أطروحة الدكتوراه في جامعة ميشيغان عام 1988.[1]
- الشعر التاجيكى من 1917 إلى 1960.[2]

- التاجيك: بحث في تاريخ التاجيك من القرن السادس عشر إلى قيام الدولة [3]
- رواية مرگ سودخور للكاتب التاجيكى صدر الدين عينى: دراسة تحليلية
- نشأة الفارسية الدرية وآدابها [4]
- طوطى نامه (كتاب الببغاء): دراسة وتحليل [5]
- نسيمى شاعر الحروفية
- الرواية التاريخية الفارسية
- الشعر الفارسى: المثال والواقع والذات
- إصلاح اللغة في إيران منذ العهد الدستورى وحتى الثورة الإسلامية
- البناء القصصى في أدب الشطار: المقامة العربية والفارسية والبيكارسك الأسبانى
- The Iranian Cultural Reaction to European Social Thought [6]
- أهمية الكتابات الأدبية الفارسية التي كتبها يهود
- عرض كتاب نون والقلم، بالاشتراك مع جلال آل أحمد عام 2002.[7]

## الكتب
قام علّوب بتأليف وترجمة العديد من الكتب وله العديد من المعاجم والقواميس باللغتين العربية والفارسية.

### مؤلفات
| عنوان الكتاب                                           | تاريخ الكتاب | دار النشر                              | لغة الكتاب | معرّف الكتاب          |
| ------------------------------------------------------ | ------------ | -------------------------------------- | ---------- | -------------------- |
| الفارسية قواعد ونصوص                                   | 1993         | طبعة جامعية خاصة                       | العربية    | -                    |
| القصة القصيرة والحكاية في الأدب الفارسى: دراسة ونماذج. | 1993         | الهيئة المصرية العامة للكتاب           | العربية    | -                    |
| الأدب الفارسي الحديث والمعاصر                          | 1997         | طبعة جامعية خاصة                       | العربية    | -                    |
| المسرح الإيراني                                        | 2000         | مركز الدراسات الشرقية في جامعة القاهرة | العربية    | -                    |
| الأدب الفارسي "من النشأة الي نهاية القرن العشرين"      | 2019         | رؤية للنشر والتوزيع                    | العربية    | (ردمك 9789774993206) |

### معاجم
| عنوان المعجم                   | تاريخ المعجم | دار النشر                              | من                   | إلى        | معرّف المعجم          |
| ------------------------------ | ------------ | -------------------------------------- | -------------------- | ---------- | -------------------- |
| الواعد: معجم فارسي عربي        | 1996         | الشركة المصرية العالمية للنشر- لونجمان | الفارسية             | العربية    | (ردمك 9771602209)    |
| معجم الآثار والأديان           | 1996         | دار الأمين                             | الإنجليزية والفارسية | العربية    | (ردمك 9772790726)    |
| معجم ألفاظ التراث              | 2010         | المركز القومي للترجمة                  | العربية              | الإنكليزية | (ردمك 9789777042949) |
| الفارس: معجم عربي فارسي        | 2010         | المركز القومي للترجمة                  | الفارسية             | العربية    | -                    |
| معجم المصطلحات السياسية        | 2011         | المركز القومي للترجمة                  | العربية              | الإنجليزية | (ردمك 9789777045988) |
| معجم الدخيل في العامية المصرية | 2014         | المركز القومي للترجمة                  | العربية              | العربية    | (ردمك 9789777049436) |

### أعمال مترجمة
| عنوان الكتاب                                            | عنوان الكتاب الأصلي                                                    | الكاتب                                 | تاريخ الكتاب | دار النشر                              | معرّف الكتاب          |
| ------------------------------------------------------- | ---------------------------------------------------------------------- | -------------------------------------- | ------------ | -------------------------------------- | -------------------- |
| الموجة الثالثة التحول الديمقراطي في أواخر القرن العشرين | The Third Wave: Democratization in the Late Twentieth Century          | صامويل هنتنجتون                        | 1993         | دار سعاد الصباح                        | (ردمك 9772740389)    |
| الحداثة ومابعد الحداثة                                  | Modernism/postmodernism                                                | بيتر بروكر                             | 1995         | منشورات المجمع الثقافي                 | -                    |
| محاضرات في ديانة الساميين                               | Religion of the Semites The Fundamental Institutions                   | وليم روبرتسون سميث                     | 1997         | المجلس الأعلى للثقافة                  | -                    |
| التراث والتطور                                          | آنجه خود داشت                                                          | -                                      | 1998         | الهيئة العامة لقصور الثقافة            | -                    |
| مصادر دراسة التاريخ الإسلامي                            | Introduction to the History of the Muslim East                         | جان سوفاجيه، كلود كاهن                 | 1998         | المركز القومي للترجمة                  | -                    |
| أسفار العهد القديم في التاريخ                           | The Bible in History                                                   | توماس تومسون                           | 2000         | المجلس الأعلى للثقافة                  | -                    |
| حكايات إيرانية: القصة القصيرة في الأدب الفارسي          | -                                                                      | -                                      | 2003         | المجلس الأعلى للثقافة                  | -                    |
| أسمار الببغاء                                           | -                                                                      | -                                      | 2003         | المركز القومي للترجمة                  | -                    |
| السياسة الخارجية الأمريكية ومصادرها الداخلية رؤى وشواهد | The Domestic Sources of American Foreign Policy: Insights and Evidence | Eugene R. Wittkopf, James M. McCormick | 2004         | المركز القومي للترجمة                  | -                    |
| الدولة والسلطة والسياسة في الشرق الأوسط                 | State, Power and Politics in the Making of the Modern Middle East      | روجر أوين                              | 2004         | المجلس الأعلى للثقافة                  | -                    |
| ثقافة العولمة: القومية والعولمة والحداثة                | Global Culture                                                         | مايك فيذرستون [الإنجليزية]             | 2005         | الهيئة المصرية العامة للكتاب           | -                    |
| أمة اليمين: قوة المحافظين في أمريكا                     | The Right Nation Conservative Power in America                         | John Micklethwait, Adrian Wooldridge   | 2006         | مكتبة الشروق الدولية                   | (ردمك 9770919330)    |
| هاري بوتر والأمير الهجين                                | Harry Potter and the Half-Blood Prince                                 | جي كي رولينغ                           | 2009         | شركة نهضة مصر للطباعة والنشر والتوزيع  | (ردمك 9771433009)    |
| أفريقيا السلم والنزاع                                   | Peace and Conflict in Africa                                           | ديفيد فرنسيس                           | 2010         | المركز القومي للترجمة                  | -                    |
| نهاية اليقين .. نحو دولية جديدة                         | The End of Certainty: Towards a New Internationalism                   | ستيفن تشان                             | 2010         | المركز القومي للترجمة                  | (ردمك 9789774797002) |
| بنو إسرائيل: مؤسساتهم وتشريعاتهم في ضوء العهد القديم    | Les institutions de l'Ancien Testament                                 | Roland de Vaux                         | 2010         | مركز الدراسات الشرقية في جامعة القاهرة | -                    |
| ألوان من التفكيكية: دليل المستخدم                       | Deconstructions: A User's Guide                                        | Nicholas Royle                         | 2014         | المركز القومي للترجمة                  | (ردمك 9789777183536) |
| اوروبا في عصر العولمة                                   | Europe in the Global Age                                               | انطوني جيدنز                           | 2015         | المركز القومي للترجمة                  | (ردمك 9789777187848) |
| المعارضة الأخلاقية مقاومة عسكرة المجتمع                 | Conscientious objection: resisting militarized society                 | أوزجور شنال، جوشكون أوسترجي            | 2015         | المركز القومي للترجمة                  | (ردمك 9789772160778) |
| تاريخ المغول                                            | تاريخ مغول                                                             | عباس إقبال الآشتياني                   | 2019         | دار رؤية للنشر                         | (ردمك 9774992814)    |

1. ↑  ترجمة مشتركة مع عبد الستار حلوجي
2. ↑  الطبعة السادسة

1. ↑  google scholar (1988). "The Persian Social Novel from 1900 To 1941". Google scholar (بالإنجليزية). Archived from the original on 2021-06-01. Retrieved 2021-06-01. {{استشهاد ويب}}: |مؤلف= باسم عام (help)
2. ↑  عبد الوهاب علوب (2003). "الشعر التاجيكى من 1917-1960 / عبدالوهاب علوب". دار المنظومة. مؤرشف من الأصل في 2021-06-01. اطلع عليه بتاريخ 2021-06-01.
3. ↑  عبد الوهاب علوب (2002). "التاجيك:  بحث في تاريخ التاجيك من القرن السادس عشر إلى قيام الدولة". دار المنظومة. مؤرشف من الأصل في 2021-06-01. اطلع عليه بتاريخ 2021-06-01.
4. ↑  عبد الوهاب علوب. "نشأة الفارسية الدرية وآدابها". Yabesh Arabic resources (بالفارسية). مؤرشف من الأصل في 2021-06-02. اطلع عليه بتاريخ 2021-06-01.{{استشهاد ويب}}:  صيانة الاستشهاد: BOT: original URL status unknown (link)
5. ↑  عبد الوهاب علوب (1999). "طوطى نامه (كتاب الببغاء): دراسة وتحليل". Yabesh Arabic resources (بالفارسية). مؤرشف من الأصل في 2021-06-01. اطلع عليه بتاريخ 2021-06-01.
6. ↑  عبد الوهاب علوب (1990). "The Iranian Cultural Reaction to European Social Thought". Yabesh Arabic resources (بالإنجليزية). Archived from the original on 2021-06-01. Retrieved 2021-06-01.
7. ↑  عبد الوهاب علوب (2002). "عرض كتاب نون والقلم". Worldcat (بالإنجليزية). Archived from the original on 2021-06-03. Retrieved 2021-06-02.{{استشهاد ويب}}:  صيانة الاستشهاد: BOT: original URL status unknown (link)
8. ↑  
عبد الوهاب علوب (1993). "القصة القصيرة والحكاية في الأدب الفارسى: دراسة ونماذج". Worldcat (بالإنجليزية). Archived from the original on 2021-06-02. Retrieved 2021-06-02.
9. ↑  عبد الوهاب علوب (2000). "المسرح الإيراني". Worldcat (بالإنجليزية). Archived from the original on 2021-07-09. Retrieved 2021-06-02.{{استشهاد ويب}}:  صيانة الاستشهاد: BOT: original URL status unknown (link)
10. ↑  عبد الوهاب علوب (2019). "الأدب الفارسي "من النشأة الي نهاية القرن العشرين"". مكتبة نور. مؤرشف من الأصل في 2021-06-02. اطلع عليه بتاريخ 2021-06-02.{{استشهاد ويب}}:  صيانة الاستشهاد: BOT: original URL status unknown (link)
11. ↑  عبد الوهاب علوب (1996). الواعد: معجم فارسي-عربي للألفاظ والتعبيرات والتراكيب الفارسية المعاصرةفصحى وعامي (بالعربية والفارسية). القاهرة: الشركة المصرية العالمية للنشر - لونجمان. ISBN:978-977-16-0220-0. OCLC:4770171656. QID:Q108766303.
12. ↑  عبد الوهاب علوب (1996). "معجم الآثار والأديان". worldcat (بالإنجليزية). Archived from the original on 2021-06-02. Retrieved 2021-06-02.
13. ↑  عبد الوهاب علوب (2010). معجم ألفاظ التراث: يضم ألفاظ الحضارة والتراث والفنون والأديان (بالعربية والإنجليزية) (ط. 1). القاهرة: المركز القومي للترجمة. ISBN:978-977-704-294-9. OCLC:949452747. QID:Q121313094.
14. ↑  عبد الوهاب علوب (2010)، الفارس: معجم عربي - فارسي: فرهنگ واژه واصطلاحات (فصيح وعاميانه) (بالعربية والفارسية)، القاهرة: المركز القومي للترجمة، OCLC:1006306471، QID:Q107563405
15. ↑  عبد الوهاب علوب (2011). معجم المصطلحات السياسية: يضم مفردات ومصطلحات في السياسة والإقتصاد والإدارة (بالعربية والإنجليزية) (ط. 1). القاهرة: المركز القومي للترجمة. ISBN:978-977-704-598-8. OCLC:1012425920. QID:Q116947596.
16. ↑  عبد الوهاب علوب (2014). "معجم الدخيل في العامية المصرية". مكتبة نور. مؤرشف من الأصل في 2021-06-02. اطلع عليه بتاريخ 2021-06-02.
17. ↑  عبد الوهاب علوب (1993). الموجة الثالثة التحول الديمقراطي في أواخر القرن العشرين. دار سعاد الصباح. ISBN:9772740389. مؤرشف من الأصل في 2021-06-03 – عبر noor books.
18. ↑  Samuel P. Huntington (1991). The Third Wave: Democratization in the Late Twentieth Century (بالإنجليزية). Archived from the original on 2021-06-03 – via JSTOR.
19. ↑  عبد الوهاب علوب (1995). "الحداثة وما بعد الحداثة". مكتبة علم الاجتماع. مؤرشف من الأصل في 2021-06-02. اطلع عليه بتاريخ 2021-06-02.
20. ↑  Peter Brooker (1992). "Modernism/postmodernism". WorldCat (بالإنجليزية). Archived from the original on 2021-06-02. Retrieved 2021-06-02.
21. ↑  علوب، عبد الوهاب (1997). "محاضرات في ديانة الساميين". مكتبة نور. المشروع القومي للترجمة. مؤرشف من الأصل في 2021-06-02. اطلع عليه بتاريخ 2021-06-02.
22. ↑  Smith، William (1927). "Religion of the Semites The Fundamental Institutions". Routledge. Archive.org. اطلع عليه بتاريخ 2021-06-02.
23. ↑  علوب، عبد الوهاب (2 يونيو 2021). "Goodreads". الهيئة العامة لقصور الثقافة. مؤرشف من الأصل في 2021-06-02. اطلع عليه بتاريخ 2021-06-02. {{استشهاد ويب}}: |archive-date= / |archive-url= timestamp mismatch (مساعدة)
24. ↑  عبد الوهاب علوب (1998). "مصادر دراسة التاريخ الإسلامي". مكتبة نور. مؤرشف من الأصل في 2021-06-02. اطلع عليه بتاريخ 2021-06-02.
25. ↑  جان سوفاجيه، كلود كاين (1965). "Introduction to the History of the Muslim East". Google scholar (بالإنجليزية). Archived from the original on 2021-06-02. Retrieved 2021-06-02.
26. ↑  علوب، عبد الوهاب (2000). "أسفار العهد القديم في التاريخ". Goodreads. المجلس الأعلى للثقافة. مؤرشف من الأصل في 2021-06-02. اطلع عليه بتاريخ 2021-06-02.
27. ↑  "The bible in History". Google scholar. 1999. مؤرشف من الأصل في 2021-06-02. اطلع عليه بتاريخ 2021-06-02.
28. ↑  عبد الوهاب علوب (2003). "حكايات إيرانية: القصة القصيرة في الأدب الفارسي". مكتبة نور (بواحة الكتب). Archived from the original on 2021-06-02. Retrieved 2021-06-02.{{استشهاد ويب}}:  صيانة الاستشهاد: لغة غير مدعومة (link)
29. ↑  علوب، عبد الوهاب (2003). "أسمار الببغاء". Good reads. المركز القومي للترجمة. مؤرشف من الأصل في 2021-06-02. اطلع عليه بتاريخ 2021-06-02.{{استشهاد ويب}}:  صيانة الاستشهاد: التاريخ والسنة (link)
30. ↑  عبد الوهاب علوب (2004). "السياسة الخارجية الأمريكية ومصادرها الداخلية". مكتبة نور. مؤرشف من الأصل في 2021-06-02. اطلع عليه بتاريخ 2021-06-02.
31. ↑  Eugene R. Wittkopf, James M. McCormick (1988). "The Domestic Sources of American Foreign Policy: Insights and Evidence". Google scholar. مؤرشف من الأصل في 2021-06-02. اطلع عليه بتاريخ 2021-06-02.
32. ↑  "الدولة والسلطة والسياسة في الشرق الأوسط". مكتبة نور. المجلس الأعلى للثقافة. 2004. مؤرشف من الأصل في 2021-06-03. اطلع عليه بتاريخ 2021-06-03.
33. ↑  "State, Power and Politics in the Making of the Modern Middle East". Google Books. روتليدج. 3 يونيو 2021. مؤرشف من الأصل في 2021-06-03. اطلع عليه بتاريخ 2021-06-03.
34. ↑  علوب (3 يونيو 2021). "ثقافة العولمة: القومية والعولمة والحداثة". غود ريدز. الهيئة المصرية العامة للكتاب. مؤرشف من الأصل في 2021-06-03. اطلع عليه بتاريخ 2021-06-03.
35. ↑  فيذرستون، مايك (1990). "Global Culture". SAGE Publications. Goldsmiths, University of London, UK. مؤرشف من الأصل في 2021-06-03. اطلع عليه بتاريخ 20201-06-03. {{استشهاد ويب}}: تحقق من التاريخ في: |تاريخ الوصول= (مساعدة)
36. ↑  علوب، عبد الوهاب (2007). "أمة اليمين - قوة المحافظين في أمريك". Google Books. مؤرشف من الأصل في 2021-06-02. اطلع عليه بتاريخ 2021-06-02.
37. ↑  "The Right Nation Conservative Power in America". penguinrandomhouse. 2005. مؤرشف من الأصل في 2021-06-02. اطلع عليه بتاريخ 2021-06-02.
38. ↑  عبد الوهاب علوب (04-2009). هاري بوتر والأمير الهجين. مصر: شركة نهضة مصر للطباعة والنشر والتوزيع. مؤرشف من الأصل في 2021-06-03 – عبر مكتبة نور. {{استشهاد بكتاب}}: تحقق من التاريخ في: |تاريخ= (مساعدة)
39. ↑  جي كي رولينغ (2005). Harry Potter and the Half-Blood Prince (Harry Potter #6) (بالإنجليزية). Scholastic Inc. Archived from the original on 2021-04-16. Retrieved 2021-06-03 – via Good reads.
40. ↑  علوب، عبد الوهاب (2010). "أفريقيا السلم والنزاع". Goodreads. لهيئة المصرية العامة للكتاب. مؤرشف من الأصل في 2021-06-02. اطلع عليه بتاريخ 2021-06-02.
41. ↑  Francis، David (2008). "Peace and Conflict in Africa". Google Books. Bloomsbury Academic. مؤرشف من الأصل في 2021-06-02. اطلع عليه بتاريخ 2021-06-02.
42. ↑  "نهاية اليقين .. نحو دولية جديدة ستيفن تشان". مكتبة نور. المركز القومي للترجمة. 2010. مؤرشف من الأصل في 2021/06/03. اطلع عليه بتاريخ 2021/06/03. {{استشهاد ويب}}: تحقق من التاريخ في: |تاريخ الوصول= و|تاريخ أرشيف= (مساعدة)
43. ↑  "The End of Certainty: Towards a New Internationalism". Goodreads. Zed. 2009. مؤرشف من الأصل في 2021-06-03. اطلع عليه بتاريخ 2021-06-03.
44. ↑  عبد الوهاب علوب (2010). بنو إسرائيل: مؤسساتهم وتشريعاتهم في ضوء العهد القديم. مركز الدراسات الشرقية في جامعة القاهرة. مؤرشف من الأصل في 2021-03-03 – عبر المكتبة.
45. ↑  Roland de Vaux (1958). Les institutions de l'Ancien Testament, Volume 1. Éditions du Cerf. مؤرشف من الأصل في 2021-06-05 – عبر Google Books.
46. ↑  "ألوان من التفكيكية .. دليل للمستخدم". مكتبة نور. المركز القومي للترجمة. 2014. مؤرشف من الأصل في 2021-06-02. اطلع عليه بتاريخ 2021-06-02. {{استشهاد ويب}}: |archive-date= / |archive-url= timestamp mismatch (مساعدة)
47. ↑  "Deconstructions: User's guide". google Books. Macmillan International Higher Education. 2000. مؤرشف من الأصل في 2021-6-03. اطلع عليه بتاريخ 2021-6-03. {{استشهاد ويب}}: |archive-date= / |archive-url= timestamp mismatch (مساعدة)
48. ↑  علوب. "اوروبا في عصر العولمة انطوني جيدنز". مكتبة نور. المركز القومي للترجمة. مؤرشف من الأصل في 2021-06-03. اطلع عليه بتاريخ 2021-06-03.
49. ↑  "Europe in the Global Age". Google Books. Wiley. 2006. مؤرشف من الأصل في 2021-06-03. اطلع عليه بتاريخ 2021-06-03.
50. ↑  عبد الوهاب علوب (2015). المعارضة الأخلاقية: مقاومة عسكرة المجتمع (PDF). المركز القومي للترجمة – عبر Archive.
51. ↑  Özgür Heval Çınar; Coşkun Üsterci (1988). Conscientious Objection: Resisting Militarized Society (بالإنجليزية). zedBooks. Archived from the original on 2021-06-03. Retrieved 2021-06-03 – via Google Books.
52. ↑  علوب، عبد الوهاب (2019). "تاريخ المغول". Goodreads. دار رؤية للنشر. مؤرشف من الأصل في 2021-06-02. اطلع عليه بتاريخ 2021-06-02.
53. ↑  الأشتياني، عباس إقبال. "تاريخ مغول". eShia. مؤرشف من الأصل في 2020-11-03. اطلع عليه بتاريخ 2021-06-02.{{استشهاد ويب}}:  صيانة الاستشهاد: BOT: original URL status unknown (link)